# ژان میشل سیگر
ژان میشل سیگر (انگلیسی: Jean-Michel Sigere؛ زادهٔ ۲۶ ژانویهٔ ۱۹۷۷) بازیکن فوتبال اهل فرانسه است.
از باشگاه‌هایی که در آن بازی کرده‌است می‌توان به باشگاه فوتبال ایست‌بورن بورو، باشگاه فوتبال مارگیت، باشگاه فوتبال کراولی داون گاتویک، باشگاه فوتبال هورشم، باشگاه فوتبال هورنچورج، باشگاه فوتبال تونبریج آنجلز، باشگاه فوتبال ابسفلیت یونایتد، باشگاه فوتبال استیونج، باشگاه فوتبال والتون اند هرشام، باشگاه فوتبال چتم، باشگاه فوتبال هیبریج، باشگاه فوتبال بوردو، باشگاه فوتبال فارن‌بورو، باشگاه فوتبال لوس، باشگاه فوتبال گرایس اتلتیک، و باشگاه فوتبال سنت آلبنز سیتی اشاره کرد.
وی همچنین در تیم ملی فوتبال تیم ملی فوتبال جوانان فرانسه بازی کرده‌است.